# Leonid Burjak
Leonid Josypovyč Burjak (in ucraino Леонід Йосипович Буряк?, in russo Леонид Иосифович Буряк?, Leonid Iosifovič Burjak; Odessa, 10 luglio 1953) è un ex calciatore e allenatore di calcio sovietico e dal 1991 ucraino, di ruolo centrocampista.

## Carriera
Dopo gli inizi al Černomorec' giocò per vari anni nella Dinamo Kiev, con la quale vinse 5 campionati sovietici (1974, 1975, 1977, 1980, 1981), una Coppa delle Coppe (1975) e quattro Coppe dell'Unione Sovietica (1974, 1978, 1982, 1985). Vinse in seguito altre due coppe nazionali con Torpedo Mosca (1986) e Metalist (1988).
In Nazionale vinse una medaglia di bronzo alle Olimpiadi del 1976 e prese parte al Mondiale del 1982.
Dopo il ritiro iniziò una carriera da allenatore che lo portò a sedere anche sulla panchina della Nazionale ucraina.

## Palmarès

### Giocatore

#### Competizioni nazionali
- Campionato sovietico: 3

Dinamo Kiev: 1974, 1975, 1977
- Coppa dell'Unione Sovietica: 2

Dinamo Kiev: 1974, 1978

#### Competizioni internazionali
- Coppa delle Coppe: 1

Dinamo Kiev: 1974-1975
- Supercoppa UEFA: 1

Dinamo Kiev: 1975